# Mario Cecchini
Mario Cecchini (ur. 25 stycznia 1933 w Piticchio di Arcevia, zm. 13 stycznia 2021 w Senigalli) – włoski duchowny rzymskokatolicki, w latach 1986–1998 biskup Fano-Fossombrone-Cagli-Pergola.

## Życiorys
Święcenia kapłańskie przyjął 16 marca 1958. 11 lutego 1986 został mianowany biskupem Fano-Fossombrone-Cagli-Pergola. Sakrę biskupią otrzymał 16 marca 1986. 8 września 1998 zrezygnował z urzędu.